# V814 Геркулеса
V814 Геркулеса (лат. V814 Herculis), HD 161796 — тройная звезда в созвездии Геркулеса на расстоянии (вычисленном из значения параллакса) приблизительно 6495 световых лет (около 1991 парсек) от Солнца.
Открыта Уильямом Пендри Бидельманом в 1951 году.

## Характеристики
Первый компонент (HD 161796A) — жёлто-белая пульсирующая полуправильная переменная звезда типа SRD (SRD) спектрального класса F3Ib**, или F8p, или F8. Видимая звёздная величина звезды — от +7,12m до +6,97m. Масса — около 14,571 солнечной, радиус — около 103,928 солнечного, светимость — около 5742 солнечных. Эффективная температура — около 7275 K*.
Второй компонент. Масса — около 996,67 юпитерианской (0,9514 солнечной). Удалён в среднем на 3,653 а.е..
Третий компонент (HD 161796B). Видимая звёздная величина звезды — +9,62m. Удалён на 0,8 угловой секунды.